# Louis Niedermeyer
Abraham Louis Niedermeyer (Nyon, 27 april 1802 - Parijs, 14 maart 1861) was een Frans-Zwitsers componist, die voornamelijk kerkmuziek en enige opera's schreef. Hij werd ook bekend als muziekpedagoog door zijn leiding van de École Choron. Aan deze school werd kerkmuziek in theorie en praktijk onderwezen. Bekende leerlingen van deze school waren Gabriel Fauré en André Messager.

## Levensloop
Niedermeyer studeerde in Wenen piano bij Ignaz Moscheles en compositie bij Emanuel Aloys Förster. Ook studeerde hij compositie in Rome (in 1819) bij Vincenzo Fioravanti en in Napels bij Niccolò Antonio Zingarelli. Tijdens zijn verblijf in Rome ontmoette hij Gioachino Rossini, met wie hij bevriend raakte en die hem aanspoorde tot het schrijven van enige opera's. Niedermeyers eerste opera Il reo per amore werd in Napels in 1820 opgevoerd.

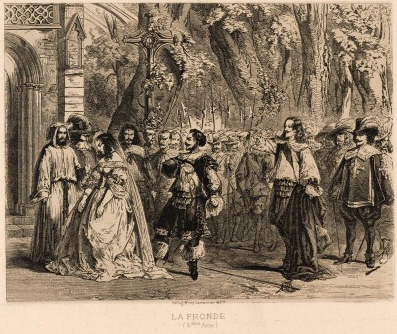
Scène uit de 4e acte van de opera La Fronde

Net als Rossini vestigde Niedermeyer zich in Parijs (toen hij 21 jaar was). Daar werden in latere jaren nog vier van zijn opera's opgevoerd: La casa nel bosco (28 mei 1828), Stradella (3 maart 1837), Marie Stuart (6 december 1844) en La Fronde (2 mei 1853).
Niedermeyer werkte met zijn vriend Rossini samen aan Robert Bruce, Rossini's derde en laatste pastiche. Hierin voorzag Niedermeyer de Franse teksten van de juiste timbres en harmonieën.
Na diverse pogingen om in de opera een carrière op te zetten, wijdde Niedermeyer zich voornamelijk aan het componeren van religieuze en wereldlijke vocale muziek. In oktober 1853 heropende hij de École Choron (genoemd naar Alexandre-Étienne Choron, die in 1834 was overleden). De school die later hernoemd werd naar École de Musique Classique et Réligieuse, ofwel École Niedermeyer, bestaat nog steeds.
Niedermeyers kerkmuziek bleef in Frankrijk en daarbuiten tot in de 20e eeuw in zwang. Hoewel hij in Zwitserland was geboren en in Oostenrijk en Italië was opgeleid, wordt hij vooral als Frans componist gezien vanwege zijn vestiging en verblijf tot zijn dood in Frankrijk en vanwege de invloed die hij decennialang uitoefende op de muziek in dat land.
- Biblioteca Nacional de España: XX1358275
- Bibliothèque nationale de France: cb13479721s (data)
- Gemeinsame Normdatei: 119092514
- Historisch woordenboek van Zwitserland: 020720
- International Standard Name Identifier: 0000 0000 8344 0976
- Library of Congress Control Number: n87125622
- Nationale Bibliotheek van Letland: 000291100
- MusicBrainz: 21881833-63ff-4668-b632-ac03ef7f489b
- Nationale Bibliotheek van Tsjechië: xx0018458
- Nationale Bibliotheek van Israël: 987007329725805171
- Nationale Bibliotheek van Polen: a0000001264330
- Nederlandse Thesaurus van Auteursnamen: 07064649X
- Istituto Centrale per il Catalogo Unico: LO1V144454
- SNAC: w6df73d9
- Système universitaire de documentation: 067026036
- Virtual International Authority File: 61696402
- WorldCat: E39PBJqw6QcXDBQWwWrH6tbKh3